# HD 175635
HD 175635，又名BD+33 3257，SAO 67566、HR 7140，是一颗恒星，视星等为6.02，位于銀經64.18，銀緯14.11，其B1900.0坐标为赤經18h 51m 12.6s，赤緯+33° 14.11′ 27″。